# Stężyca (gmina, Lublin)
Pour les articles homonymes, voir Stężyca.
Stężyca est une gmina rurale (gmina wiejska) du powiat de Ryki, dans la Voïvodie de Lublin, dans l'est de la Pologne.
Son siège administratif (chef-lieu) est le village de Stężyca, qui se situe environ 28 kilomètres (km) à l'ouest de Ryki (siège du powiat) et 81 kilomètres au nord-ouest de la capitale régionale Lublin (capitale de la voïvodie).
La gmina couvre une superficie de 116,78 km2 pour une population de 5 473 habitants en 2006.

## Histoire
De 1975 à 1998, la gmina est attachée administrativement à l'ancienne voïvodie de Lublin.

Depuis 1999, elle fait partie de la nouvelle voïvodie de Lublin.

## Géographie
La gmina inclut les villages (sołectwa) de:

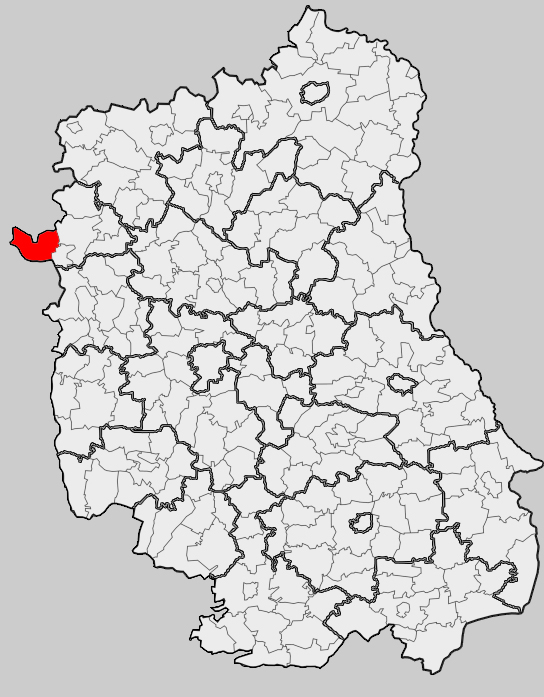
Position de la gmina dans la voïvodie

- Brzeźce
- Brzeziny
- Długowola
- Drachalica
- Kletnia
- Krukówka
- Nadwiślanka
- Nowa Rokitnia
- Paprotnia
- Pawłowice
- Piotrowice
- Prażmów
- Stara Rokitnia
- Stężyca
- Zielonka

### Gminy voisines
La gmina de Stężyca est voisine de:

la ville de:
- Dęblin

et les gminy de:
- Kozienice
- Maciejowice
- Ryki
- Sieciechów
- Trojanów

## Structure du terrain
D'après les données de 2002, la superficie de la commune de Stężyca est de 116,78 kilomètres carrés, répartis comme telle :
- terres agricoles : 63%
- forêts : 18%

La commune représente 18,97% de la superficie du powiat.

## Démographie
Données du 30 juin 2004:
| Description        | Total  | Total | Femmes | Femmes | Hommes | Hommes |
| ------------------ | ------ | ----- | ------ | ------ | ------ | ------ |
| Unité              | Nombre | %     | Nombre | %      | Nombre | %      |
| Population         | 5 540  | 100   | 2 809  | 50,7   | 2 731  | 49,3   |
| Densité (hab./km²) | 47,4   | 47,4  | 24,1   | 24,1   | 23,4   | 23,4   |